# Карабюрчек
Карабюрчек (на турски: Karabürçek) е село в Източна Тракия, Турция, Вилает Одрин. Околия Узункьопрю.

## География
Селото се намира на 25 км източно от Узункьопрю.

## История
В XIX век Карабюрчек е гръцко село във Узункьоприйска кааза в Одринския вилает на Османската империя. Според „Етнография на вилаетите Адрианопол, Монастир и Салоника“, издадена в Константинопол в 1878 година и отразяваща статистиката на населението от 1873 година, Карабурджак (Carabourdjak) има 35 домакинства и 146 жители гърци.
Според статистиката на професор Любомир Милетич в 1913 година в Карабурчак живеят 62 гръцки семейства.
През 1923 година са засвлени помаци от село Тисово.